# Leo Hauck

Leo Hauck in den 1940ern

Leo Hauck (* 29. Mai 1874 in Vach; † 1. November 1945 in Erlangen) war ein deutscher Arzt und Professor für Haut- und Geschlechtskrankheiten.

## Leben und Beruf
Hauck, dessen Vater Ziegeleibesitzer war, besuchte zunächst das Melanchthon-Gymnasium Nürnberg, wurde aber wegen der Teilnahme bei der verbotenen Abituria dimittiert, und wechselte daher an das Gymnasium Erlangen, wo er 1893 sein Abitur machte. Er war Einjährig-Freiwilliger. Im Wintersemester 1893/94 trat Hauck in die AMV Fridericiana Erlangen ein. Er wurde 1906 Privatdozent in Erlangen, 1910 außerordentlicher Professor für Haut- und Geschlechtskrankheiten. Im Ersten Weltkrieg war Hauck Oberstabsarzt, Chefarzt eines Feldlazaretts und Regimentsarzt des 11. Bayerischen Infanterieregiments. 1924 wurde er ordentlicher Professor und schließlich Direktor der Erlanger Hautklinik, die er bis 1945 leitete. Im Zweiten Weltkrieg war Hauck Chefarzt eines Reserve-Lazaretts in Erlangen.

## Ehrungen

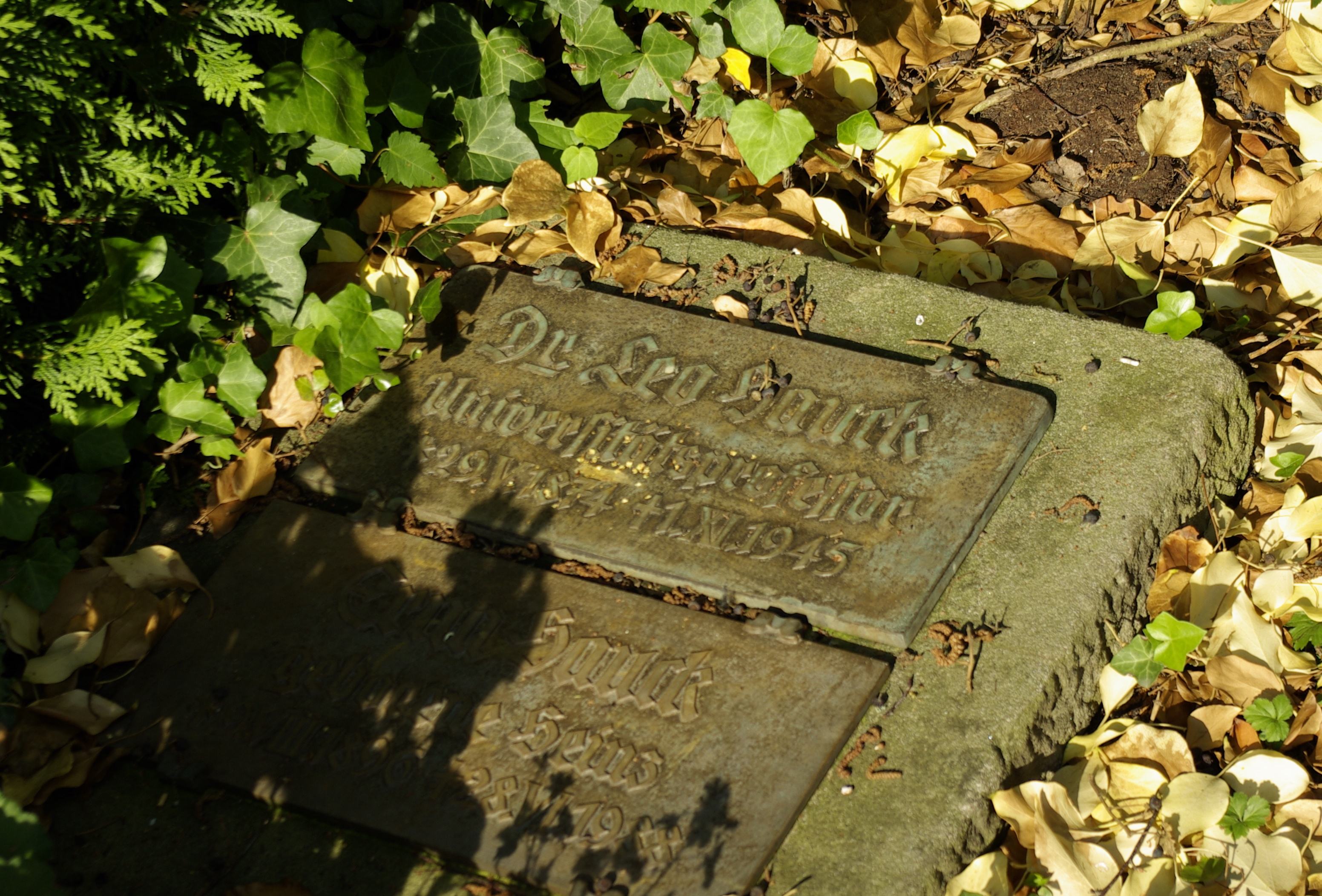
Grab von Leo Hauck auf dem Erlanger Zentralfriedhof, 2012

Hauck erhielt im Ersten Weltkrieg das Eiserne Kreuz 1. Klasse sowie den Bayerischen Militärverdienstorden IV. Klasse mit Schwertern.
Die Stadt Erlangen benannte die Leo-Hauck-Straße an der Südseite des Burgbergs nach ihm.